# Bazylika Matki Bożej Anielskiej w Kalwarii Zebrzydowskiej
Bazylika Matki Boskiej Anielskiej – zabytkowy kościół znajdujący się w Kalwarii Zebrzydowskiej, część sanktuarium pasyjno-maryjnego w Kalwarii Zebrzydowskiej.
Bazylika i klasztor położone są na południe od miasta, u podnóża Góry Żar, na południe i wschód od nich znajdują się 42 kaplice i kościoły dróżek. Sanktuarium i bazylika są jednym z ważniejszych miejsc kultu pasyjnego i maryjnego. W sanktuarium znajduje się obraz Matki Boskiej Kalwaryjskiej.

## Historia

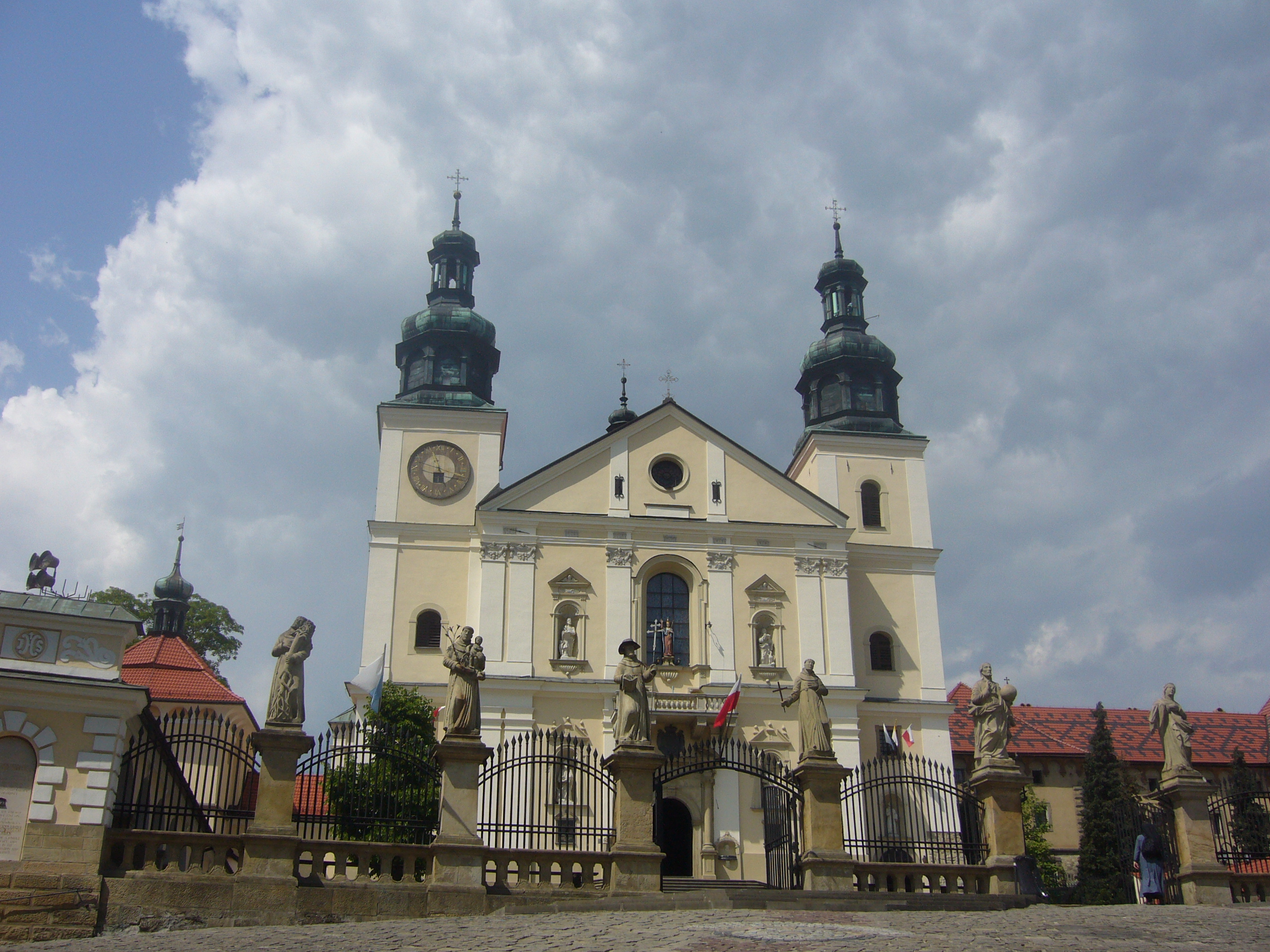
Front bazyliki

Mikołaj Zebrzydowski, wojewoda krakowski, 1 grudnia 1602 r. wystawił na zamku w Krakowie akt fundacyjny oraz przekazał teren pod budowę klasztoru bernardynom. Dokument zatwierdzony został w 1603 r. przez biskupa krakowskiego i króla Zygmunta III. 2 sierpnia 1603 r. nastąpiło poświęcenie kamienia węgielnego przez nuncjusza papieskiego Klaudiusza Rangoniego. Kościół i klasztor, wzniesiony w latach 1604–1609 według projektu Jana Marii Bernardoniego, został konsekrowany w 1609 r. w dzień uroczystości św. Franciszka przez biskupa krakowskiego Piotra Tylickiego. W 1609 r. Mikołaj Zebrzydowski przekazał bernardynom złotą figurę Matki Bożej Anielskiej zakupioną w 1590 r. w Loreto i poświęconą przez papieża Sykstusa V, którą umieszczono w ołtarzu głównym.
Po śmierci Mikołaja Zebrzydowskiego w 1620 roku opiekunem sanktuarium został jego syn Jan Zebrzydowski, a następnie Michał Zebrzydowski, który rozbudował kompleks klasztorny przez poszerzenie go o drugi wirydarz od strony północnej (1654–1655) i wybudowanie kaplicy Matki Bożej Kalwaryjskiej (1658–1667). Ostatnia wielka fundatorka, Magdalena Czartoryska, powiększyła kościół o długą, szeroką nawę (1680–1702), ufundowała też fasadę i dwie wieże przy elewacji frontowej (1702–1720). Po śmierci Magdaleny Czartoryskiej zakończył się okres wielkich fundatorów – odtąd źródłami funduszy na rozbudowę Kalwarii stały się ofiary szlachty, duchowieństwa oraz pątników.
Przed kościołem znajduje się prostokątny dziedziniec odpustowy z 1624 roku zwany Rajskim Placem.
W 1979 r. Papież Jan Paweł II nadał kościołowi głównemu tytuł bazyliki mniejszej.

## Architektura

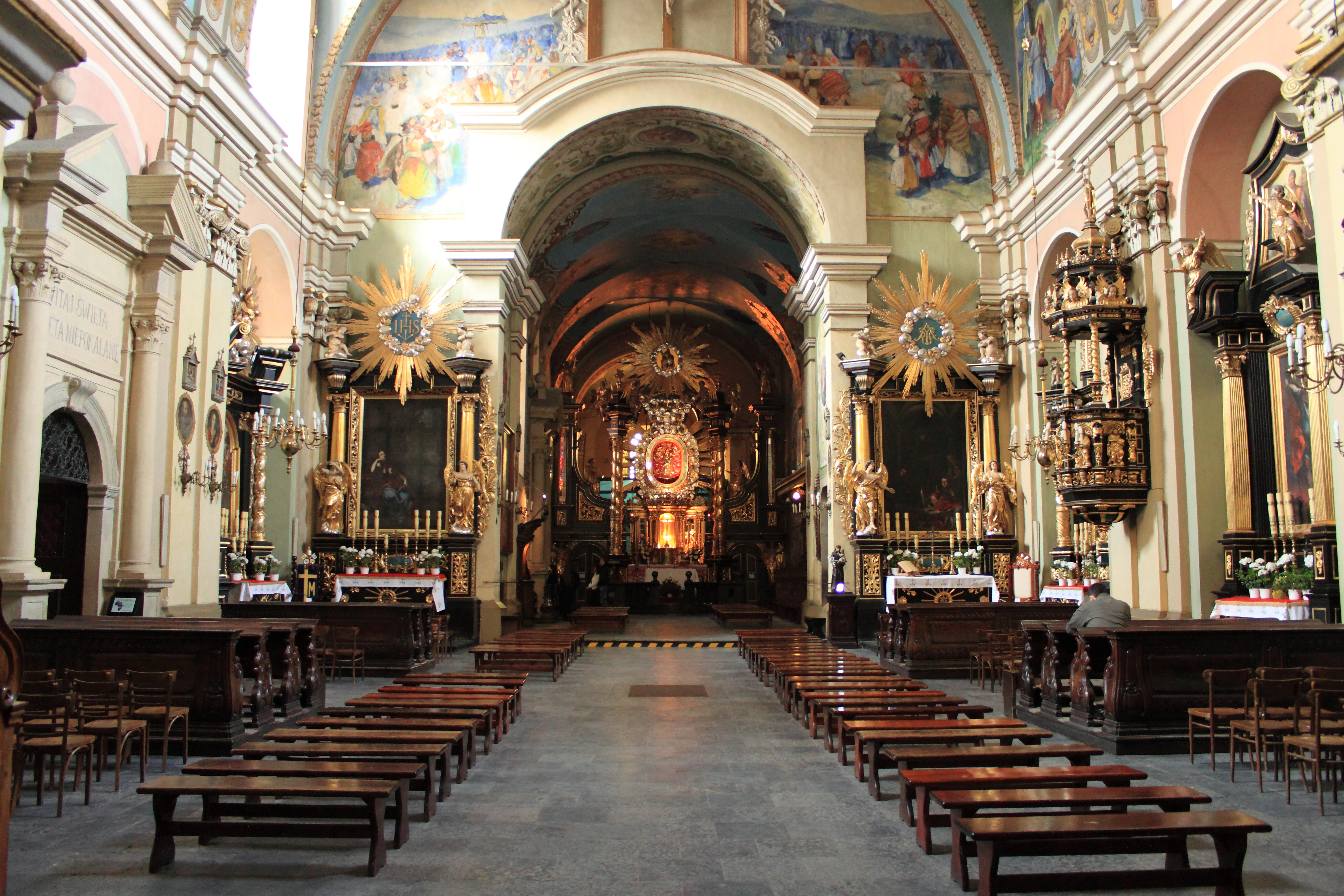
Prezbiterium i część nawy głównej

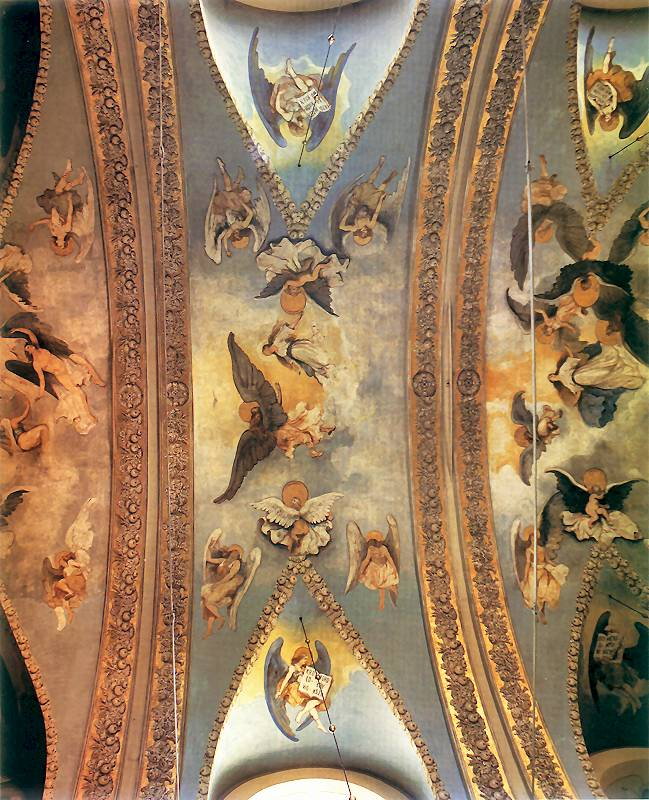
Polichromia Włodzimierza Tetmajera, Zwiastowanie NMP

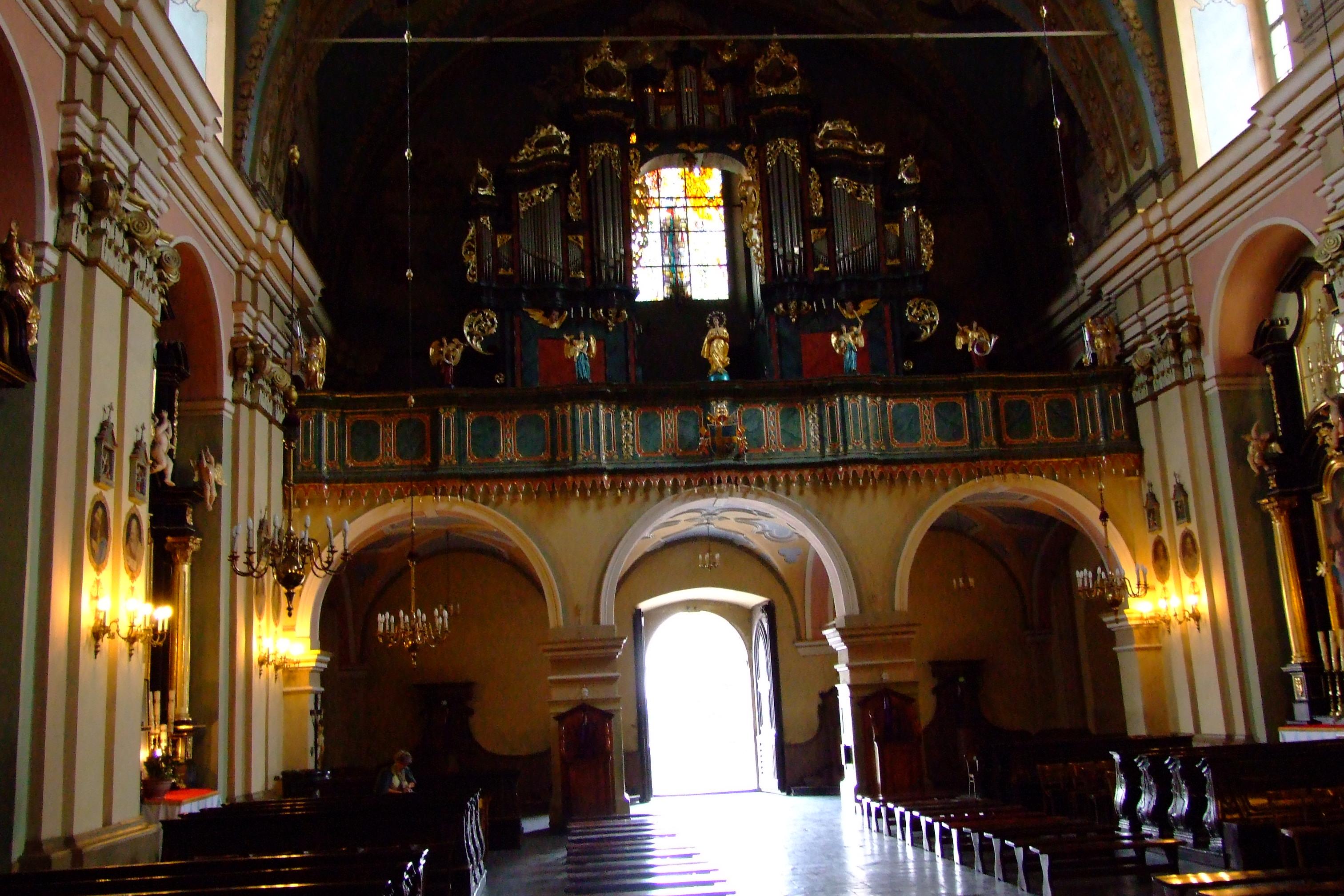
Część nawy głównej, organy

Murowany kościół wzniesiony w stylu manieryzmu niderlandzkiego, stanowiący obecnie prezbiterium, rozbudowany w latach 1680–1702 o prostokątną dwukondygnacyjną nawę podzieloną pilastrami. Od północnej strony do bazyliki przylega klasztor, a od frontu nawy dwie czworoboczne wieże nakryte hełmami zwieńczonymi kopułkami z latarniami. W części górnej, pośrodku fasady, okno z posągiem Matki Boskiej i kamienny balkon, po bokach i w dolnej części nisze z posągami czterech Ewangelistów. Barokowe wnętrze, ozdobione modernistyczną polichromią, rozdzielone podwójnymi pilastrami z ozdobnym gzymsem, wczesnobarokowa ambona, późnorenesansowe, bogato inkrustowane wyposażenie oraz liczne obrazy. Dwukondygnacyjny chór zakonny z rzeźbionymi stallami oddzielony od klasztoru murem (pierwotnie jego część), na sklepieniu polichromia Włodzimierza Tetmajera a nad chórem muzycznym część dekoracji stiukowej.
Do bazyliki przylegają trzy kaplice: do prezbiterium wybudowana w latach 1658–1667 w stylu barokowym, przechodząca w rokoko, kaplica Zebrzydowskich, w której umieszczono cudowny wizerunek Matki Bożej Kalwaryjskiej, do chóru zakonnego kaplica św. Antoniego Padewskiego z 1687 r. oraz do nawy kaplica Niepokalanego Poczęcia Najświętszej Panny Marii z 1749 roku.
Przed bazyliką wybudowano w latach 1927–1932 kamienne schody prowadzące na Plac Rajski, ujęty z dwóch stron krużgankami z podcieniami filarowymi oraz konfesjonałami. Z przodu ogrodzenie z figurami świętych franciszkańskich. Na placu umieszczono dwie kolumny z posągami św. Franciszka oraz św. Antoniego.
1 grudnia 1999 r. Komitet Światowego Dziedzictwa UNESCO, na posiedzeniu w Marrakeszu (Maroko), postanowił wpisać manierystyczny zabytkowy zespół architektoniczno-krajobrazowy i pielgrzymkowy (bazylikę, klasztor i Dróżki) w Kalwarii Zebrzydowskiej na listę światowego dziedzictwa Kultury i Natury.

## Matka Boża Kalwaryjska
Obraz Matki Boskiej z Dzieciątkiem został podarowany przez Stanisława Paszkowskiego z Brzezia Paszkowskiego w 1641 roku. Od w 1667 roku znajduje się w kaplicy przy południowej ścianie kościoła, ufundowanej przez Michała Zebrzydowskiego. Obraz został koronowany 15 sierpnia 1887 przez kard. Albina Dunajewskiego.